# Brigada 26
Per Brigada 26 (o La 26) va ser coneguda una secció de la policia municipal de la Ciutat de València que va estar en actiu des de finals de l'any 1972 fins a 1986. Era un cos policial que actuava en horari nocturn, i que tenia el seu quarter als soterranis del Mercat Central.
El seu objectiu era garantir l'ordre a la ciutat de nit, i prova que ho van aconseguir és que, arran de la creació de la Brigada 26, altres ciutats (Saragossa, Barcelona, Badalona, Gandia i altres) van crear grups homologables a la brigada valenciana. En el cas de Saragossa, en 1980 van crear la Unidad de Vigilancia Especial, que va estar entrenada a València per agents de la mateixa Brigada 26. Tanmateix, aquest grup també va ser molt criticat pels seus mètodes, doncs també van ser utilitzats per reprimir manifestacions o vagues universitàries a finals dels anys 70 i les seues actuacions van ser denunciades per col·lectius d'esquerres.Els membres d'aquesta brigada portaven un revòlver Llama Comanche del calibre 38, sovint comprat pels agents de manera personal.
Inicialment estava formada per aproximadament 20 homes, si bé a principis dels anys 80 ja comptava amb 80 efectius.